# Couronne du Liechtenstein
 (signalé en mai 2025).
Si vous disposez d'ouvrages ou d'articles de référence ou si vous connaissez des sites web de qualité traitant du thème abordé ici, merci de compléter l'article en donnant les références utiles à sa vérifiabilité et en les liant à la section « Notes et références ».
- Archive Wikiwix
- Bing
- Cairn
- DuckDuckGo
- E. Universalis
- Gallica
- Google
- G. Books
- G. News
- G. Scholar
- Persée
- Qwant
- (zh) Baidu
- (ru) Yandex
- (wd) trouver des œuvres sur Wikidata

Ne doit pas être confondu avec Couronne ducale des princes de Liechtenstein.
La couronne (Krone, pluriel : Kronen) est la monnaie officielle du Liechtenstein de 1898 à 1921. Elle a été remplacée par le franc du Liechtenstein et le franc suisse.

## Histoire monétaire

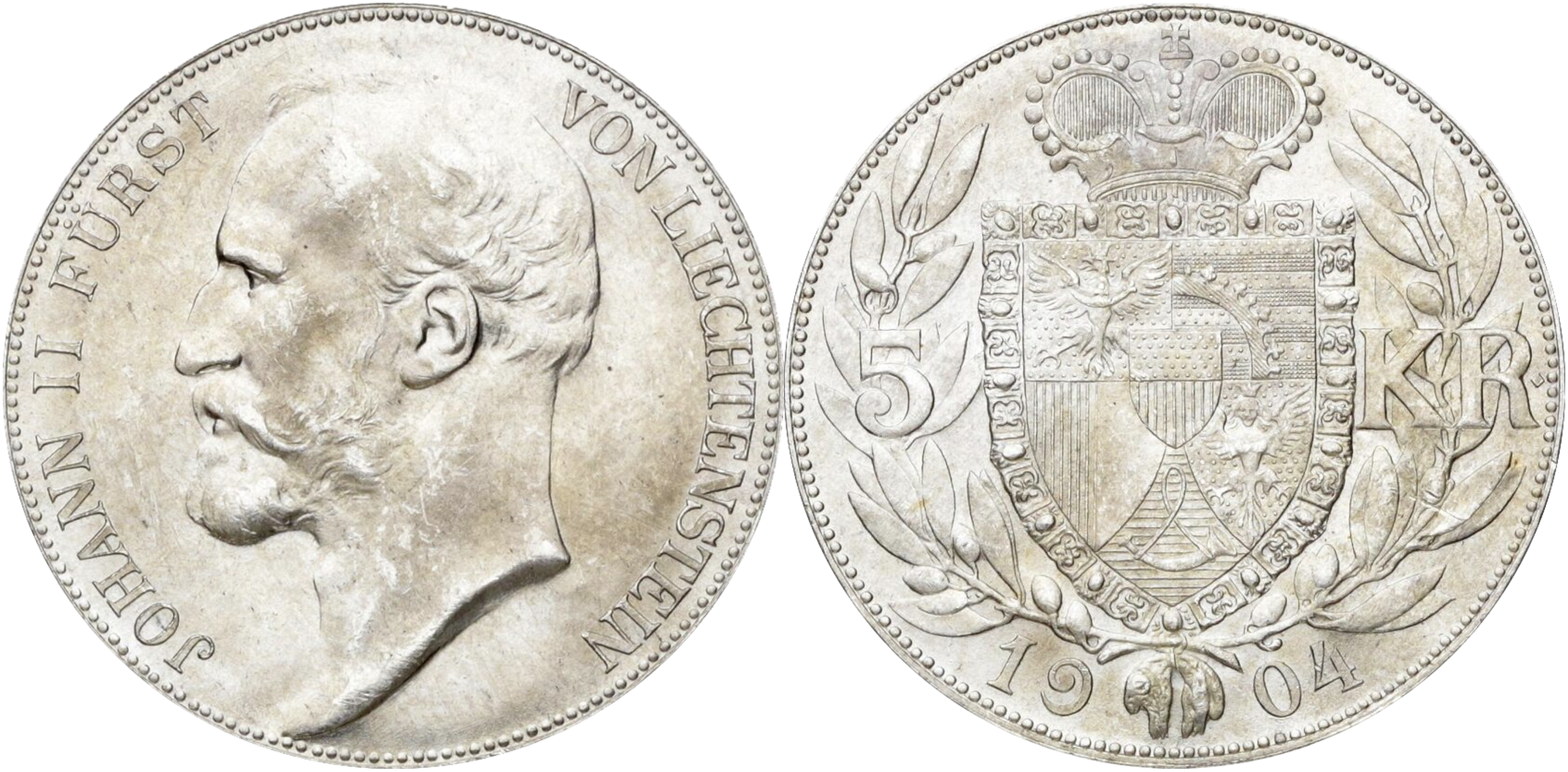
Pièce de 5 couronnes (1904) figurant Jean II, argent, 25 g, recto/verso.

Avant 1898, le Liechtenstein frappe des thalers et des Konventionsthalers entre 1728 et 1806, dans le cadre du Saint-Empire, puis, jusqu'en 1873, des Vereinsthalers dans le cadre du Zollverein.
La couronne est divisée en 100 hellers et rejoint l'Union latine. Le franc suisse et la couronne austro-hongroise circulent principalement sur le territoire.
Entre 1898 et 1915, sont frappées des pièces en argent de 1, 2 et 5 couronnes, et des pièces en or de 10 et 20 couronnes.
En 1920, trois billets de nécessité sont imprimées par les autorités de la Principauté, pour des valeurs de 10, 20 et 50 hellers.

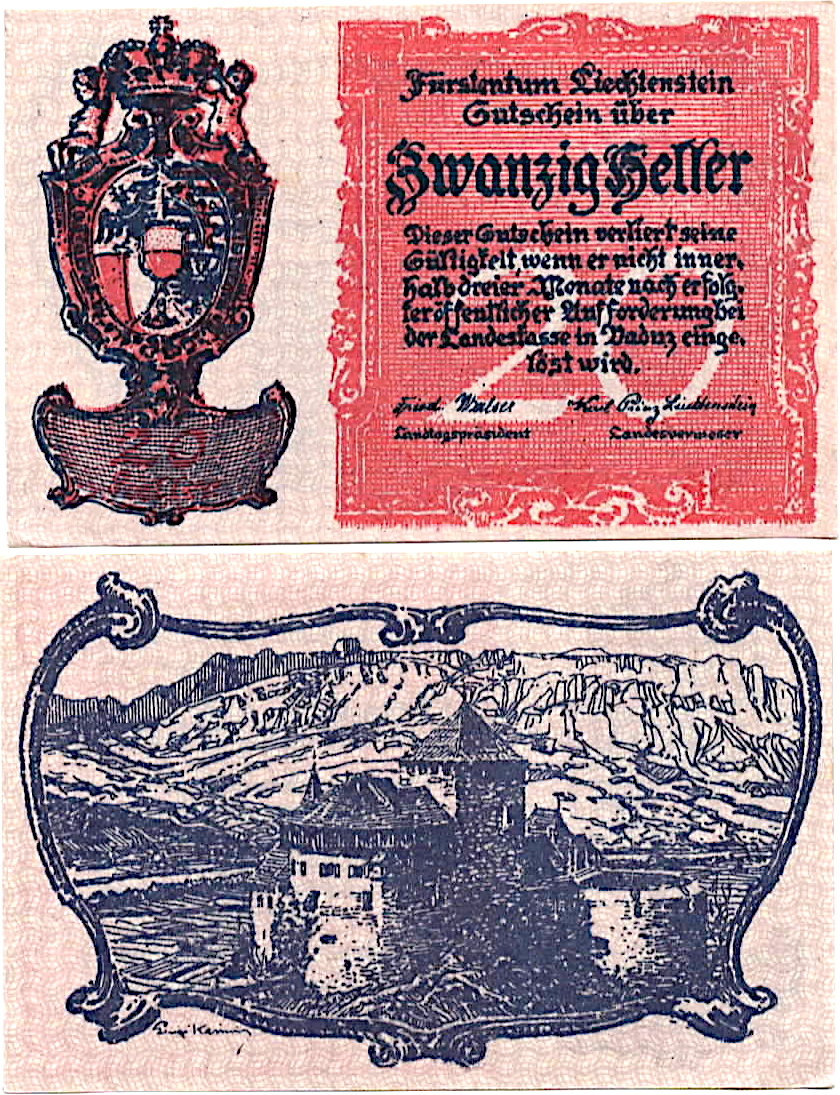
Billet de 20 hellers (1920), recto/verso.

En 1921, la couronne est définitivement remplacée par le franc du Liechtenstein, et en 1924, le  franc suisse, par le biais d'une convention, devient la seule unité de compte du pays, tandis que le franc du Liechtenstein continue d'être frappé.